# Taphozous mauritianus
Taphozous mauritianus är en insektsätande småfladdermusart som beskrevs av Étienne Geoffroy år 1818. Dess artnamn på engelska (Mauritian tomb bat) och på tyska (Mauritius-Grabfledermaus) betyder "mauretansk gravfladdermus".
Taphozous mauritianus ingår i släktet gravfladdermöss (Taphozous) och familjen frisvansade fladdermöss (Emballonuridae). IUCN kategoriserar arten globalt som livskraftig. Inga underarter finns listade i Catalogue of Life.

## Utseende
Denna fladdermus når en kroppslängd (huvud och bål) på 101 till 116 mm, en svanslängd av 17 till 23 mm, en underarmlängd av 61 till 66 mm och en vikt mellan 20 och 36 g. Taphozous mauritianus har gråaktig päls på ovansidan och vit päls på undersidan. De trekantiga öronen har avrundade hörn.

## Utbredning och habitat
Arten förekommer i Afrika söder om Sahara från Ghana till Somalia och söderut till östra Sydafrika. Dessutom finns avskilda populationer i västra Afrika, på Madagaskar och på Mauritius. Habitatet utgörs främst av fuktiga savanner och av andra öppna landskap samt av mindre trädansamlingar. Arten besöker även trädodlingar.

## Ekologi
Individerna vilar ofta i byggnader samt under överhängande klippor eller under trädstubbar. En viloplats som används länge av kolonin har, efter en tid, en tydlig lukt efter fladdermössens urin och körtelvätska. De blir oftast aktiva en tid efter solnedgången när det är helt mörkt. Taphozous mauritianus flyger längs öppningar i skogen och undviker luften ovanpå trädtopparna. Den jagar, liksom flera andra fladdermöss, med ekolokalisering och gör ibland dykningar i luften ner mot marken. Arten tar olika insekter som nattfjärilar, andra fjärilar och myror som fångas i luften eller plockas från marken.
Det finns olika uppgifter angående artens fortplantningssätt. Enligt den första, sker parningen i december. Enligt den andra, kan honor para sig flera gånger under året. Andra gravfladdermöss är cirka två månader dräktiga och det antas vara likadant för Taphozous mauritianus. Per kull föds en unge som klamrar sig fast i moderns päls tills den får flygförmåga.

## Bildgalleri

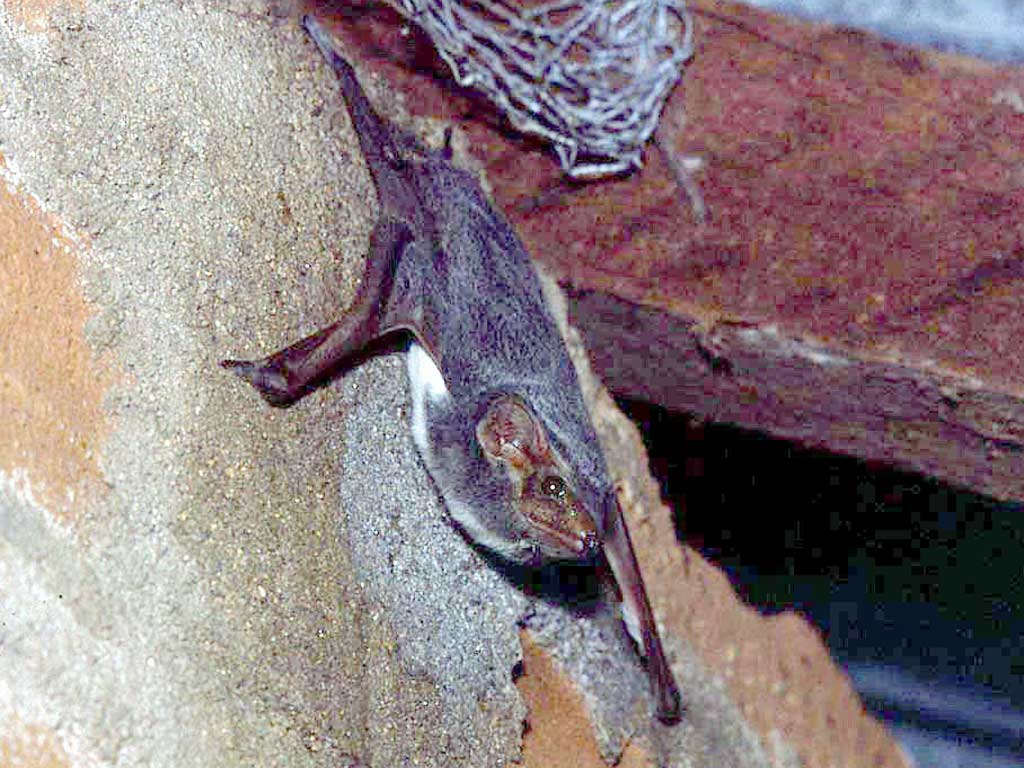
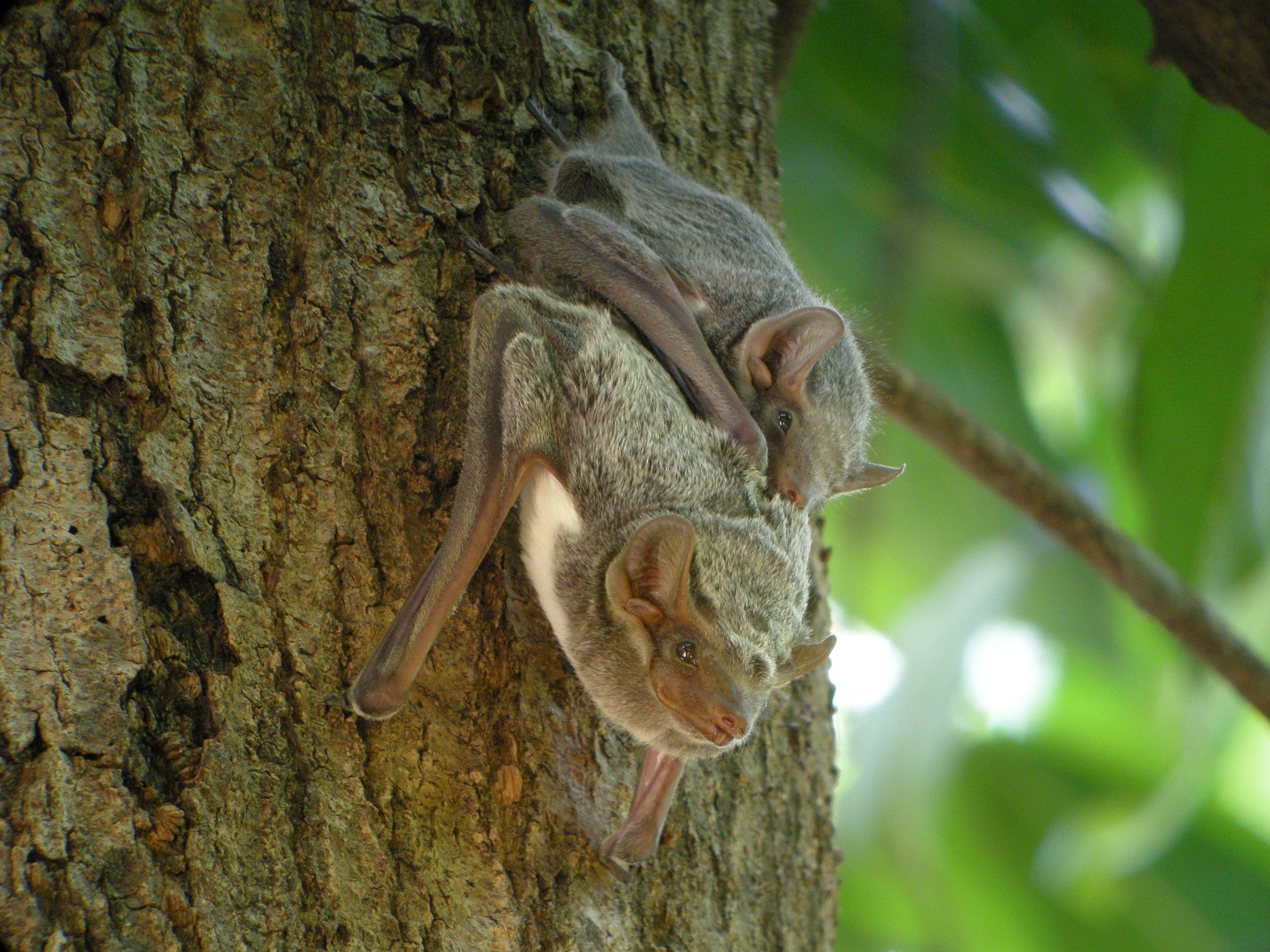
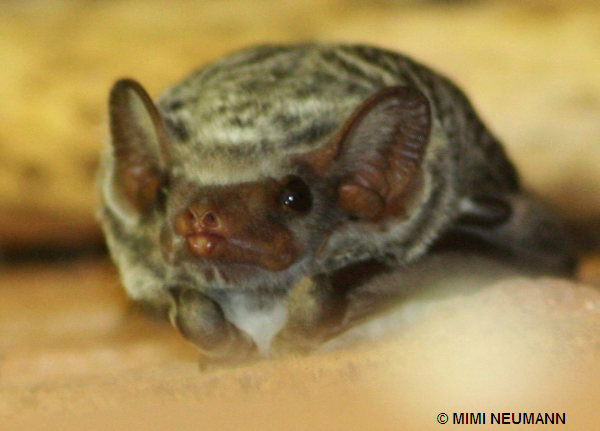
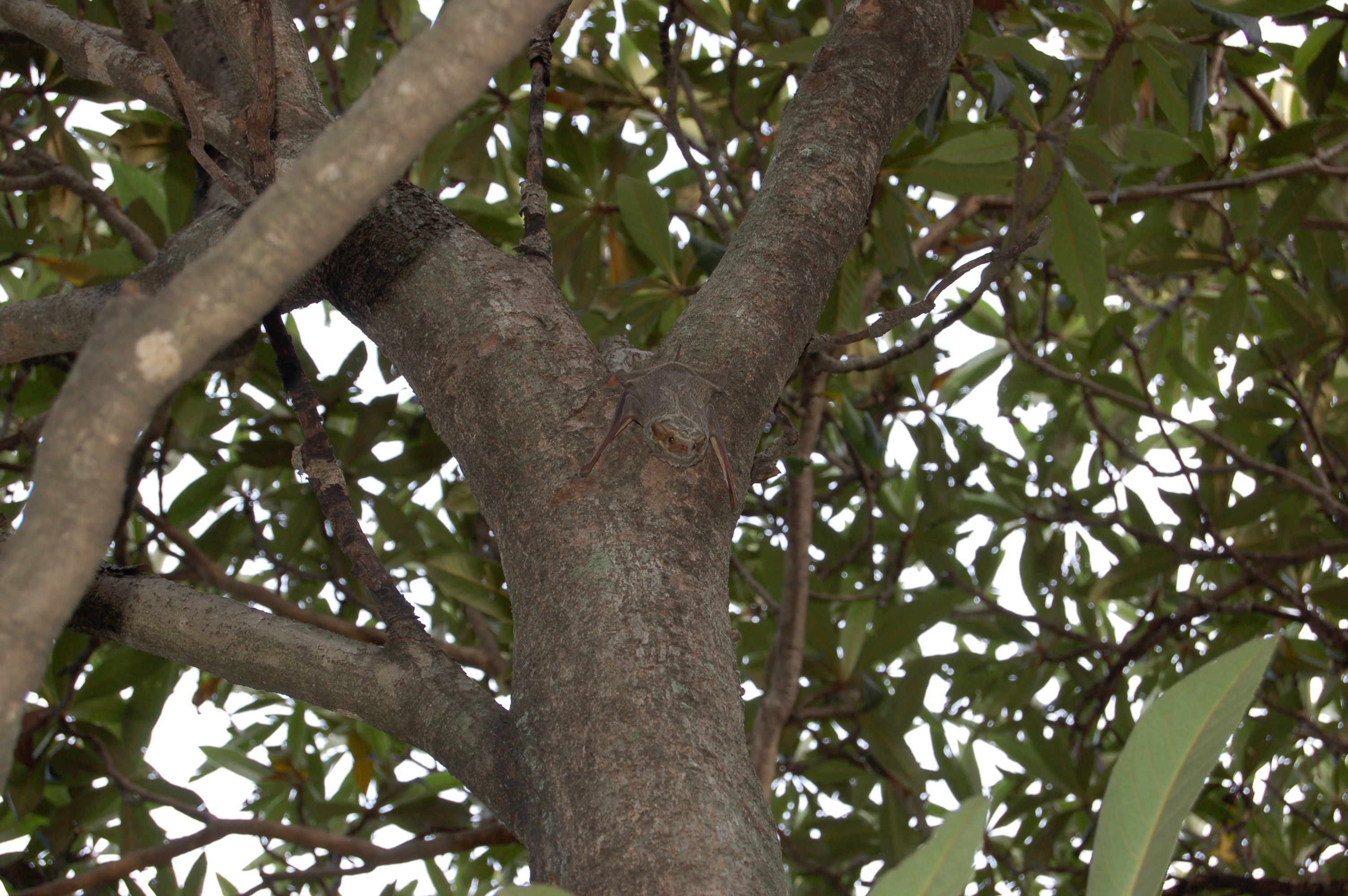